# やまやコミュニケーションズ
株式会社やまやコミュニケーションズ（英：Yamaya Communications, Inc.）は、辛子明太子の製造・販売を行っている日本の食品・水産加工業会社。
酒類の小売チェーンの「株式会社やまや」（本社・宮城県仙台市）と社名は似ているが、同社との関係は一切ない。

## 概要
現名誉会長の山本秀雄が1974年に山本物産として創業。国内外にグループ企業を有し、上記辛子明太子の製造事業のほかにも、オンラインショップによる食品の通信販売、社内事業部による飲食店の運営および農産関連事業を行っている。特に飲食店に関しては、2019年1月時点で70店舗を構え、飲食事業者としても成功している。また、工場見学などのイベントや、福岡市の小中学校の給食に明太子を導入するなど、社会的な活動も行っている。
ちなみに山本秀雄は日本フェンシング協会会長も務めており、息子である社長の山本正秀も2003年から2018年まで同協会の理事および副会長を務めていた。

## 沿革
※会社サイトより引用。
- 1974年（昭和49年）7月 - 山本秀雄が山本物産を創業。
- 1976年（昭和51年）10月 - 山本物産より販売部門を独立し、山本物産販売株式会社を設立。同月、東京支店を設置。
- 1978年（昭和53年）9月 - 大阪支店を設置。
- 1979年（昭和54年）10月 - 原料仕入部門として、株式会社山商を設立。
- 1980年（昭和55年）
  - 2月 - 札幌営業所を設置。
  - 6月 - 旧本社松島工場を設置。
- 1981年（昭和56年）4月 - 箱崎工場（第二工場）及び福岡支店を設立。同月、山本物産と山本物産販売株式会社が統合し、社名を「株式会社やまや」に変更。
- 1982年（昭和57年）8月 - 塩釜工場及び仙台営業所を設置。
- 1984年（昭和58年）9月 - 韓国釜山市の株式会社山洋に資本参加（子会社化）し、株式会社韓国やまやに社名変更。
- 1985年（昭和60年）
  - 4月 - 株式会社山商を吸収合併により資本金が3億円に、のちに第三者割当増資により4億500万円となる。
  - 5月 - アメリカへ辛子明太子の販売進出。
  - 11月 - 自社店舗「須弥山」をオープン。
- 1986年（昭和61年）
  - 3月 - 店舗「やまや天神店」をオープン。
  - 6月 - 第三者割当増資により資本金が4億9,500万円となる。
  - 10月 - 第三者割当増資により資本金が6億9,500万円となる。
  - 11月 - やまや直販株式会社を設立。
- 1988年（昭和63年）11月 - 松島工場地に本社・本社工場を設置。
- 1989年（平成元年）
  - 3月 - アジア太平洋博覧会に参加、パビリオンを出展。
  - 4月 - 株式会社韓国やまやを韓国・鎮海市へ移転。
- 1990年（平成2年）3月 - 資本金が7億4,000万円となる。
- 1995年（平成7年）1月  - 韓国の三進物商株式会社との共同出資により、アメリカ・カリフォルニア州にYAMAYA-SAMJIN, INC.を設立。
- 1997年（平成9年）7月 - 千葉県浦安市に東京支店を設置移転。
- 1998年（平成10年）
  - 2月 - 本社工場隣接地に業務用食材としての加工品工場を設置。
  - 9月 - アメリカ・カリフォルニア州にYAMAYA USA INC.を設立。
- 1999年（平成11年）
  - 4月 - YAMAYA USA INC.がYAMAYA-SAMJIN, INC.を吸収合併。
  - 7月 - 本社工場隣接地に研究所および新工場を設置。
- 2000年（平成12年）
  - 3月 - 新株引受権の行使により資本金が8億5,100万円となる。
  - 4月 - やまや直販株式会社を吸収合併。
  - 6月 - ISO 9001:1994の認証を取得。
  - 7月 - 社名を株式会社やまやコミュニケーションズに変更。
- 2003年（平成15年）
  - 2月 - 飲食店事業運営を行う子会社として株式会社やまや食工房を設立[3]。
  - 4月 - 本社にてISO 9001:2000の認証を取得。
  - 9月 - 通販部門を分社化、株式会社食卓通販を設立。
- 2004年（平成16年）8月 - 須弥山を株式会社須弥山として法人化。
- 2005年（平成17年）
  - 5月 - 東京事務所を東京都江東区に移転。
  - 7月 - 大阪事務所を大阪市北区に移転。
- 2006年（平成18年）6月 - 飲食店事業第1号店となる「博多もつ鍋 やまや」東陽店をオープン[広報 4]。
- 2007年（平成19年）12月 - 新株予約権の行使により資本金が9億1,100万となる。
- 2008年（平成20年）9月 - 直営店事業を食卓通販に譲渡、同社を株式会社やまやの食卓に社名変更。同月、株式会社YCマーケティングを設立。
- 2009年（平成21年）3月 - 株式会社函館シーフーズを設立。
- 2010年（平成22年）
  - 2月 - 農産関連事業を行う会社として株式会社やまやアグリネットを設立[4]。
  - 3月 - アメリカ・カリフォルニアに「博多もつ鍋 やまや」LA Torrance店をオープン。
  - 9月 - 台湾に株式会社やまや台湾を設立。
  - 10月 - 株式会社YDSを設立。
- 2014年（平成26年）7月 - 創業40周年。
- 2015年（平成27年）5月 - 出汁工場を稼働。
- 2017年（平成29年）1月4日 - やまやの食卓が健康食品部門事業強化のため株式会社やまやヘルシーライフを設立[5][広報 5]。
- 2018年（平成30年）
  - 9月 - やまやの食卓、やまや食工房、やまやアグリネットを吸収合併。食工房社、アグリネット社はそれぞれ事業部となる。
  - 11月 - やまや中洲店がコンセプトショップ「YAMAYA BASE NAKASU 2312」としてリニューアルオープン[6]。
- 2019年（令和元年）- 創業45周年。
  - 1月23日 - 博多駅内の商業施設「マイング」に土産品店「Yamaya Jan Base HAKATA」をオープン[7]。同月同日、野球チームの福岡ソフトバンクホークスより命名権を取得し、福岡ドームに新設されたボックス席を「やまや めんたいこBOX」と命名[8][9]。
  - 9月1日 - 株式会社やまやヘルシーライフを吸収合併[10]。
  - 9月21日 - 大阪事務所を、大阪市淀川区に移転[広報 6]。
- 2020年（令和2年）
  - 2月8日 - やまや太宰府店をリニューアルオープン。併設店舗としてYAMAYA BASE店舗としては2店舗目となる「YAMAYA BASE DAZAIFU」をオープン[11]。
  - 6月19日 - 女子プロゴルファーの後藤未有と所属契約を締結[12][13]。
  - 9月26日 - 東京事務所を中央区日本橋茅場町に移転[広報 7]。
- 2021年（令和3年）3月20日 - 福岡県朝倉市に直営マルシェ「朝倉マルシェ 果樹蔵」をオープン[14][15]。
- 2022年（令和4年）
  - 9月1日 - 株式会社正春酒造が株式会社やまや蒸留所に社名を変更[16]。
  - 10月8日 - 東京事務所を日本橋小網町に移転[広報 8]。
- 2023年（令和5年）4月15日 - 本社を糟屋郡篠栗町に移転[広報 9]。

## 事業所
- 本社 - 福岡県糟屋郡篠栗町彩り台1-1
- 東京支店 - 東京都中央区日本橋小網町9-6 NST小網町ビル5階
- 大阪事務所 - 大阪府大阪市淀川区西中島5-13-9 新大阪MTビル1号館 7階
- 名古屋事務所 - 愛知県名古屋市熱田区千代田町17-8 食品ビル306号
- 塩竈事務所 - 宮城県塩竈市新浜町3-109-31

## グループ企業
※広報資料より引用。

### 日本国内
- 株式会社辛太郎本舗
- 株式会社味莱
- 株式会社やまや蒸留所
- 株式会社YCマーケティング
- 株式会社やまやフードサービス
- 株式会社八粋堂
- 株式会社博多うまか

### 海外
- Yamaya USA Inc.
- Japan Premium Beef, Inc.
- 株式会社やまや台湾

### かつて存在したグループ企業
- 株式会社函館シーフーズ - 2020年に営業を停止し、解散したと見られる[17]。
- 株式会社博多しんよう、株式会社東京八粋堂、合同会社大阪八粋堂 - 2022年に営業を停止し、解散と見られる[18][19][20]。
- 大連花一料理有限公司 - 2022年現在、当社の広報資料より記載が削除されている。

## 主力商品
※広報資料より引用。
辛子明太子
自社開発による調味液「匠のたれ」に漬け、1週間かけて熟成させる製法により製造している。これは創業者である山本秀雄が、冷蔵庫に1週間放置していた明太子を食べたところ、格段に味がよくなっていたことから生み出された製法である。原材料であるスケトウダラの卵は、社員が技術指導員として漁に同行し、選別したものを使用している。また、調味液には福岡県の酒造所である喜多屋の酒の他、北海道羅臼産の昆布や九州産のユズを使用している。
うまだし
2006年9月に発売されたパック式の出汁。6種類の素材（焼きあご、昆布、鰯節、シイタケ、鯖節、鰹節）を使用しており、あらかじめ塩・砂糖・醤油で薄い下味が付けられている。

## 飲食店
各店舗の運営は、当社の食工房事業部が行っている。以下は、2022年現在展開されている店舗ブランド。

### 日本国内
- 博多もつ鍋 やまや
- 博多めんたい やまや食堂
- ごはんとわたし
- 博多天ぷら やまみ
- 博多屋台DELI やまや
- 博多やきとりNICK
- 焼肉やまや[注釈 1]
- 博多やまや
- めんたいBASE
- やまや別邸西中州[注釈 2]
- YAKUIN 3 TERRACE

### かつて展開していた店舗
- 肉とパスタL'OTTO - かつて東京都港区新橋で営業していた[23]。旧Yamaya Kitchen L'OTTO 新橋銀座口店[注釈 3]。
- Yamaya Kitchen L'OTTO（パスタ専門店、台湾・桃園市）[21]
- 龍-RON-（高級レストラン、中国・大連市）[21]

## 不祥事
2003年10月、「無添加」と表記していた自社製品より亜硝酸ナトリウムが検出され、やまやコミュニケーションズは取引先約40社から3万個を自主回収した。その結果、2004年8月期は30億円以上の減収となった。